# Atak na areszt Powiatowego Urzędu Bezpieczeństwa Publicznego w Krasnosielcu
Atak na areszt Powiatowego Urzędu Bezpieczeństwa Publicznego w Krasnosielcu – akcja zbrojna żołnierzy Narodowych Sił Zbrojnych oddziału Romana Dziemieszkiewicza ps. Pogoda, przeprowadzona w nocy z 1 na 2 maja 1945 roku, w której udało się odbić z aresztu Powiatowego Urzędu Bezpieczeństwa Publicznego w Krasnosielcu kilkudziesięciu żołnierzy NSZ i Armii Krajowej, przeznaczonych do wywiezienia w głąb ZSRR.

## Historia
Była to jedna z najsławniejszych akcji. Jej spektakularny w oczach wielu ludzi charakter wynika z faktu, iż spośród 60 żołnierzy biorących udział zginął tylko jeden – Julian Pszczółkowski – natomiast po stronie UB straty wynosiły 9 zabitych i wielu rannych. Kilkunastu funkcjonariuszy milicji i UB, którzy pośpieszyli z pomocą załodze aresztu, zostało wziętych do niewoli. Z tego grona sąd wojenny partyzantów skazał komendanta posterunku MO w Krasnosielcu Ignacego Boczara i zastępcę komendanta ds. politycznych Czesława Kuczyńskiego  na śmierć za znęcanie się nad więźniami aresztu
.